# Espal·lació

L'espal·lació com a resultat d'un impacte por ocórrer amb penetració de l'objecte impactant o sense

L'espal·lació (de l'anglès spall, 'astella') és, en general, un procés en el qual fragments de material s'ejecten d'un cos a causa de l'impacte o l'estrès. En física nuclear, és el procés en el qual un nucli pesant emet un gran nombre de neutrons en ser colpejat per una partícula altament energètica, produint una reducció dràstica del seu pes atòmic. En física d'impactes descriu l'ejecció o vaporització de material d'un objectiu durant l'impacte d'un projectil. En física planetària, l'espal·lació descriu impactes meteorítics en una superfície planetària i els efectes d'un vent estel·lar sobre l'atmosfera planetària. En mineria o geologia, l'espal·lació es pot referir a trossos de roques despreses de la superfície d'una roca a causa de la pressió interna; normalment succeeix en les parets de pous miners. En antropologia, l'espal·lació és un procés que s'usa per fer eines de pedra com a puntes de llança mitjançant la talla lítica.

## En la mecànica de sòlids
L'espal·lació pot succeir quan una onada de tensió es propaga a través d'un material: Si la magnitud d'aquesta tensió de l'onada excedeix la força de tensió del material, es crearà un fragment en la part lliure. Aquest fragment o astella, en anglès spall, actua com a projectil secundari amb velocitat que pot ser tan alta com una tercera part de la velocitat de l'onada sobre el material.

## Espal·lació nuclear
L'espal·lació nuclear ocorre naturalment a l'atmosfera terrestre a causa dels impactes dels raigs còsmics, i també ocorre a la superfície de cossos en l'espai com a meteorits i la Lluna. Les marques d'espal·lació per raigs còsmics evidencien que el material en qüestió s'ha exposat a la superfície del cos del qual forma part, i dona la mesura del temps d'exposició.
La composició dels propis raigs còsmics indiquen també que han patit espal·lació abans d'arribar a la Terra, ja que la proporció d'elements lleugers que contenen com Li, B, i Be excedeix la mitjana de l'abundància còsmica; aquests elements en els raigs còsmics es formaren evidentment de l'espal·lació de l'oxigen, nitrogen, carboni i potser silici en les fonts de raigs còsmics o durant el llarg trajecte fins a arribar a la Terra. S'han detectat isòtops cosmogènics de l'alumini, el beril·li, el clor, el iode i el neó formats per espal·lació d'elements terrestres sotmesos a bombardejament de raigs còsmics a la Terra.
L'espal·lació nuclear és un dels processos pel qual es pot usar un accelerador de partícules per produir un raig de neutrons, S'usa el mercuri, el tàntal o un altre metall pesant com a objectiu, i s'expulsen de 20 a 30 neutrons després de cada impacte. Tot i que és una forma força més cara de produir raigs de neutrons que per reacció en cadena de fissió nuclear en un reactor nuclear, presenta l'avantatge que el raigs es poden polsar amb relativa facilitat. El concepte d'espal·lació nuclear va ser encunyat pel Nobel Glenn T. Seaborg en la seva tesi doctoral sobre la dispersió dels neutrons inelàstics en 19377.

## Espal·lació làser
L'espal·lació induïda per làser és una tècnica experimental acabada de desenvolupar per entendre l'adhesió de pel·lícules primes amb substrats. Un làser polsat d'alta energia s'usa per crear un pols de tensió compressiva en els substrat on propaga i reflecteix com una ona de tensió en la frontera lliure. Aquest pols de tensió, al propagar-se en direcció al substrat, lamina la capa fina. Usant la teoria de la propagació de les ones en sòlids és possible extraure la resistència de la interfície. El pols de tensió creat per aquest mètode té una duració de 3-8 nanosegons mentre que la magnitud varia en funció de la fluència del làser. A causa de l'absència de contacte físic en l'aplicació de la càrrega, aquesta tècnica és molt útil en l'espal·lació de pel·lícules ultra fines (1 micròmetre de gruix o menys).

## Producció de neutrons en fonts d'espal·lació de neutrons
En general, la producció d'una font déspal·lació de neutrons comença amb l'accelerador de partícules d'alta potència, sovint un Sincrotró. Com a exemple, la font de neutrons ISIS es basa en alguns components de l'antic sincrotró ex Nimrod. Aquest darrer no era competitiu en alta física de l'energia, pel que va ser substituït per un nou sincrotró, usant inicialment amb els Injectors originals, però produint un feix polsat de Protons molt intens. Mentre Nimrod produïa 2 μ A a 7 G eV, ISIS produeix 200 μA a 0,8 GeV l'intens feix de protons és posat a una freqüència de 50  Hz i se centrat en l'objectiu. Els experiments s'han dut a terme amb objectius d'urani empobrit, però, tot i que produeixen els més intensos raigs de neutrons, també tenen una vida més curta. Així, els objectius utilitzats són de tàntal Ta. Els processos d'espal·lació en l'objectiu produeixen els neutrons d'espal·lació, inicialment amb energies molt altes - una fracció significativa de l'energia dels protons. Aquests neutrons són llavors moderadors alentits plens d'hidrogen líquid o metà líquid per a l'energia necessària per als agents de dispersió. Mentre que els protons es poden enfocar, perquè tenen càrrega elèctrica, no els neutrons a causa de l'absència de càrrega,, així que els instruments estan preparats al voltant dels moderadors.